# Onverwacht
Onverwacht è una città del Suriname, capoluogo del distretto del Para.
Il primo insediamento venne fondato nel XVII secolo come piantagione di tabacco sulla riva destra del fiume Hoykreek, un affluente del fiume Para. Dopo l'abolizione della schiavitù nel 1863, otto ex schiavi nel 1881 acquisirono il terreno dando vita ad attività di sfruttamento del legname. Nel 1968 la città divenne il centro amministrativo del distretto. 

## Stazione ferroviaria
Fino alla metà degli anni '80 Onverwacht era una stazione della linea ferroviaria Lawaspoorweg costruita tra il 1903 e il 1912. Questa linea ferroviaria era progettata per trasportare persone e oro da Lawagebied a Paramaribo. Il percorso correva da Vaillant Square a Paramaribo alla Cable Station, dal nome della funivia di 300 m che esisteva lì. Ci sono stati tentativi da parte dell'uomo d'affari Peter Sul negli anni '90 di far rivivere la linea per scopi turistici.